# Metafizika

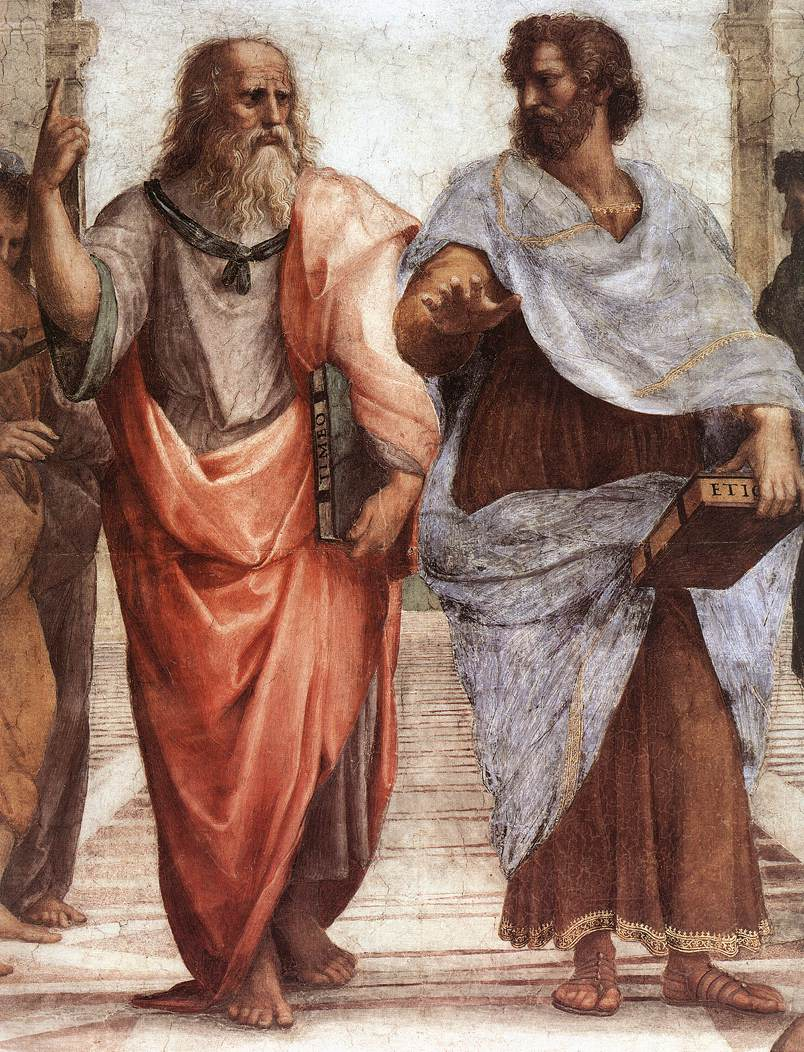
Raffaello: Az athéni iskola (részlet).
A képen (balról) Platón, kezében a Timaiosszal az ideák világa fele mutat. A neki ellentmondó Arisztotelész, a kezében az Etikával földi létezőkre mutat.

A metafizika jelentése a filozófiában kétféle: egyrészt filozófiai rendszer, másrészt filozófiai módszer.
A metafizika mint filozófiai rendszer olyan szellemi princípiumból indul ki, amely a létező világ felett áll, az érzékszerveink számára hozzáférhetetlen, és csak spekulatív módon, az absztrakt logika (a priori) révén ismerhető meg. Ebben az értelemben megfelel az objektív idealizmus kategóriájának.
A metafizika mint filozófiai módszer a dialektika ellentettje, olyan filozófiai szemlélet és módszer, amely a dolgokat statikusan, a mozgást, fejlődést csupán mennyiségi változásokként fogja fel. Az ellentéteket mereven szétválasztja, egymást kizáró kategóriákként kezeli, tagadja a valóság önmozgását.
A 18. és 19. században a metafizika témakörébe sorolták a külvilág létezésével, más elmék létezésével, az a priori tudás lehetőségével, az érzékeléssel és emlékezéssel foglalkozó kérdéseket is. (A jelenlegi felfogás szerint ezek a kérdések az ismeretelmélet területére tartoznak.)
Isten létének igazolásával a metafizikához szorosan kapcsolódó filozófiai teológia foglalkozik. A metafizikának része az ontológia („létfilozófia”), amely azonban csupán magukat a létező dolgokat elemzi és rendszerezi a metafizika által felvetett tágabb összefüggések vizsgálata nélkül, és önálló filozófiai területnek is tekinthető.

## Elnevezése
A metafizika szó a görög meta ta phűszika-ból (görögül: μετά (meta) = "után", φύσις (phűszisz) = "természet", azaz a természet dolgai után való) ered, amelyet eredetileg arra használtak a hellenisztikus és a későbbi kommentátorok, hogy Arisztotelésznek A természetről című műve utáni műveit megjelöljék.

## Története
A metafizika történetének kezdete Ióniában, a milétoszi természetfilozófusoknál, Thalésznél, Anaximandrosznál és Anaximenésznél keresendő. Ők voltak az első olyan gondolkodók, akik félretették az addigi mitológiai magyarázatokat, és a világ keletkezésének, működésének és szerkezetének kérdéseivel racionális módon foglalkoztak. Az ókor metafizikáját főként kozmológiai és kozmogóniai problémák jellemezték.
A középkor metafizikáját az univerzáliák vitája jellemezte: a vita két ellentétes táborra osztotta a filozófusokat: azokra, akik elfogadják a partikulárék létezését és azokra, akik nem. E korban főként vallásos írások voltak jellemzőek, és a kor gondolkodói túlnyomórészt az egyház emberei, papok, szerzetesek voltak.
Az újkori metafizika Descartes-tal kezdődik, filozófiájában az ember kerül előtérbe. Az újkori metafizika középpontjában az emberi lét, gondolkodás, megismerés, és a tudás lehetségességének a problémája áll. Napjainkban az analitikus filozófusok a metafizika helyzetét körülbelül úgy látják, mint ahogyan Arisztotelész látta, amikor áttekintette a filozófiát a saját maga koráig. Azt állította, hogy elődei bár mindent elmondtak, valójában semmit sem mondtak.

## A metafizika problémái
A metafizika a feladatát két alapvető kérdés kutatásában jelöli meg:
1. Mi az, ami létezik? Mi a létező?
2. Mi a dolgok valódi természete?

E két kérdés feltevését az a két, igen korán megfogalmazott filozófiai felismerés tette szükségessé, melyek szerint: 1.) nem minden létezik (a szó valódi értelmében), ami az érzékszerveink számára megjelenik, illetve nem minden létező jelenik meg az érzékszerveink számára; 2.) A dolgok valódi természete nem jelenik meg a „felszínükön”, a gondolkodásnak erőfeszítéseket kell tennie, hogy ezekhez eljusson (amennyiben ez egyáltalán lehetséges).

## Az okság
A filozófiában az okság problémájának tárgyalásakor különbséget kell tenni az oksági viszony és aközött, hogy mit is kapcsol össze az okság. A kérdés tehát nemcsak az, hogy mi az ok és mi az okozat, hanem az is, hogy milyen viszony létezik közöttük.

### A hume-i ok-okozat reláció elmélet

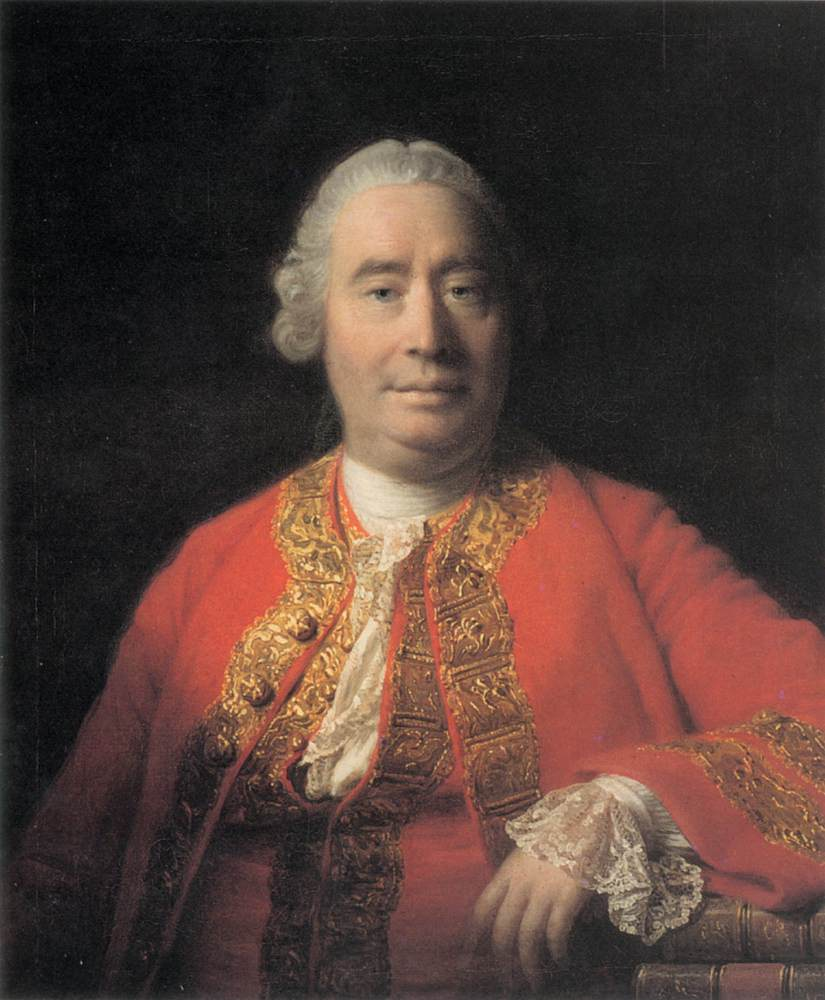
David Hume (1711-1776)

David Hume, 18. századi skót filozófus szerint az okságról alkotott eszménk nem több, mint két dolog egymásra következésének az eszméje. Szerinte az ok és okozat „különböző létezők”, s a köztük látni vélt szükségszerű kapcsolat pedig csupán csak illúzió. Hogy mégis látni vélünk valamilyen szükségszerűséget, az onnan fakad, hogy elménk hasonló okokból hasonló okozatokra számít. Tehát az okság Hume szerint nem más, mint időbeli egymásra következés és az állandó kapcsolat, amit azonban nem jellemez szükségszerűség.
Hume úgy vélekedett, hogy az oksági viszonyok nemcsak, hogy nem szükségszerűek, hanem a priori megismerhetetlenek is. Hogy az okság a priori nem megismerhető a következőt jelenti: ahhoz, hogy megtudjuk, hogy van-e valamilyen oksági viszony X és Y között, tapasztalatra lesz szükségünk. Az, hogy nem szükségszerű X és Y között a kapcsolat, azt jelenti, hogy még ha X okozta is Y-t, nem föltétlenül kell ennek mindig így lennie. Lehet elképzelni olyan eseteket, amikor X megjelenése nem okozza Y megjelenését, és Y megjelenhet X előzetes megjelenése nélkül.
Hume szerint ahhoz, hogy két dolog oksági kapcsolatban legyen egymással, nélkülözhetetlen feltétele, hogy térben vagy időben érintkezzenek egymással. Az oksági elméletének másik gondolata az volt, hogy az okság szabályszerűséget, vagyis "állandó együttjárást" foglal magában. Ez a következőt jelenti: az ok olyan dolog, amelyet egy másik dolog követ, éspedig úgy, hogy az előzőhöz hasonló összes dolgot a másodikhoz hasonló dolgok követik. Tehát Hume úgy gondolta, hogy ha X és Y állandó kapcsolatban vannak, akkor oksági viszony áll fenn közöttük (elégséges feltétel). Ha az oksági viszony fennáll, akkor az X-ek és Y-ok állandó kapcsolatban vannak (szükséges feltétel). A szabályszerűség tézise tehát azt mondja ki, hogy egy hasonló ok bekövetkeztekor hasonló okozatnak kell létrejönnie. Ez az elme projekciós képességéből származik, a megszokásból.

### A hume-i okságelmélet problémái
Thomas Reid (1710 – 1796) skót filozófus rámutatott arra tényre, hogy a természetben számtalan szabályosság van, melyek nem okságiak: a nappalt szabályszerűen követi az éjszaka, és fordítva, tehát állandó kapcsolat van közöttük. Azonban mégsem mondhatjuk, hogy a nappal okozza az éjszakát, vagy az éjszaka a nappalt.
G. E. M. Anscombe, szerint nincs okunk feltételezni, hogy nem létezhet egyszeri okság: semmi ellentmondás nincs abban, hogy egy ok csak egyszer eredményezzen egy bizonyos okozatot és többé soha.

### A szükségszerűség és az elégséges feltétel
Elégséges feltétel elmélet:
Az, hogy egy X ok szükséges feltétele Y oknak, azt jelenti, hogy ha a helyzet nem X, akkor Y se. Az pedig, hogy X elégséges feltétele Y-nak, azt jelenti, hogy ha a helyzet X, akkor Y is. Egyszerűbben: X pontosan akkor okozza Y-t, ha X szükséges és elégséges Y-hoz.
Megoldást az elégséges feltétel elmélet problémájára J. L. Mackie javasolt, az úgynevezett INUS elméletet. Az elmélet a következő: X ugyan nem szükséges -Y -hoz, azonban szükséges része egy tágabb feltételnek. Továbbá, X ugyan nem elégséges Y-hoz, a tágabb feltétel viszont elégséges Y-hoz. Az elmélet így szól: az ok elégtelen (Insufficient), de szükséges (Necessary) része egy olyan feltételnek, amely maga nem szükséges (Unnecessary), de elégséges (Sufficient). Egyszerűbben az INUS elméletet a következőt állítja: X oka Y-nak, ha X elégséges Y-hoz, bizonyos külső körülmények fennállása esetén. Mackie tagadja a szükséges feltétel meglétét az ok-okozat láncolatban: ahhoz, hogy tűz jöjjön létre, nem szükséges rövidzárlat.

## Az idő
A mindennapi életben az idő az egyik legvalóságosabb és ugyanakkor az egyik legrejtélyesebb dolog. Az idő felfoghatatlanságának ezt a problémáját Hippói Szent Ágoston a következőképp fogalmazta meg::
Mi is az idő? Ha senki nem kérdezi tőlem, akkor tudom: ha azonban kérdezőnek kell megmagyaráznom, akkor nem tudom.
(Szent Ágoston: Vallomások XI. könyv)

### Az idő múlása
Az idő múlásáról kétféleképpen beszélhetünk: az egyik mód az, amikor a múlt, jelen, jövő fogalmait használjuk (dinamikus idősor). A másik mód az, amikor a korábban, később, egyidejűleg kifejezéseket használjuk. Ha az utóbbi módon gondolkodunk az időről, akkor az időbeli eseményeket időpontjuk szerint rendezhetjük, az eseményeknek ez a fajta sorba rendezése alkotja a világtörténelmet (statikus idősor). McTaggart szerint az elnevezés A illetve B idősor, más elnevezések szerint az első mód az idők sora a második mód az események sorá-nak tekinthető.
A legnagyobb különbség e két fent említett időfelfogás között az, hogy egy esemény egy adott helyet foglal el a statikus idősorban, de bármelyik helyet betöltheti a dinamikus sorban. Például Kr. u. 79. augusztus 24-én kitört a Vezúv, és hamuval borította be Pompeji várost. Erre mondhatjuk azt is, hogy ez volt a város pusztulásának időpontja, mint egyedülálló pozíció, más időszakot nem foglalhat el a statikus sorban. De a dinamikus sorban más pozíciókat is betölthet: egyszer jövő volt, majd jelen, majd múlt lett.

### Szent Ágoston időelemzése, a prezentizmus

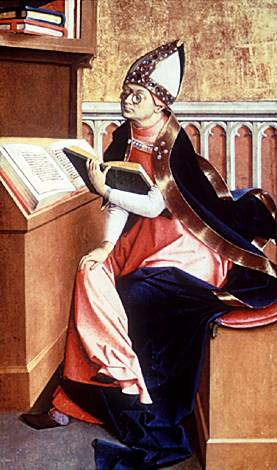
Szent Ágoston

Hippói Szent Ágoston, az időt mint szubjektív, belső öntudat által meghatározott dologként írja le. A Vallomások című művében kifejtett tanítása szerint, amennyiben az időt mint valami objektíven adottat szemléljük, úgy tűnhet, mintha elkülönült időpontokra esne szét: a múlt már nincs, a jövő még nincs, a jelen pedig a jövő átfordulása a múltba. Azt, hogy mégis tudunk az idő létezéséről, azzal magyarázza, hogy az ember képes elméjében képek formájában raktározni azokat a futó benyomásokat, amelyekre szert tesz élete folyamán. A képek megjelenítése jellemzi a három dimenziót:
jelen a múltról: emlékezés
jelen a jelenről: szemlélet
jelen a jövőről: várakozás
Ezek szerint sem jövő, sem múlt nincs, csupán csak a jelen, amit a lelkünkben mérünk. Ezt az álláspontot, miszerint csak jelen van, nevezzük prezentizmusnak.

### McTaggart érve az idő valótlan voltáról
Vegyünk egy eseményt, például Pompeji pusztulását 79. augusztus 24-én. Az esemény helye a statikus idősorban: "79 augusztusa". A dinamikus sorban azonban mindhárom időpozíciót betölt: múlt, jelen, jövő. Tehát mindhárom állítás igaz:
a.) Pompeji pusztulása a jövőben van.
b.) Pompeji pusztulása a jelenben van.
c.) Pompeji pusztulása a múltban van.
McTaggart érve a következő: semmi sem lehet egyszerre múlt, jelen és jövő, következésképpen nem létezik dinamikus idősor. Ha nem létezik dinamikus idősor, akkor idő sem létezik. A dinamikus idősor lényeges eleme az időnek, mert: 1.) A változás fontos mozzanata az időnek; változás nélkül nincsen idő. 2.) A dinamikus idősor a változás lényegéhez tartozik; a változás lehetetlen a dinamikus idősor nélkül. És ha dinamikus idősor nem létezik, akkor 1.) és 2.) maga után vonja, hogy az idő sem létezik.
Összefoglalva, McTaggart érve a következőképpen néz ki:
[P1] Az idő lényege a változás;
[P2] Változást csak a dinamikus sorozat (A sorozat) értelmezett idő fejezheti ki;
[P3] Dinamikus sorozatként értelmezett idő fogalma ellentmondásos;
[K] Az idő nem létezik.

### Abszolút és relációs időfelfogások

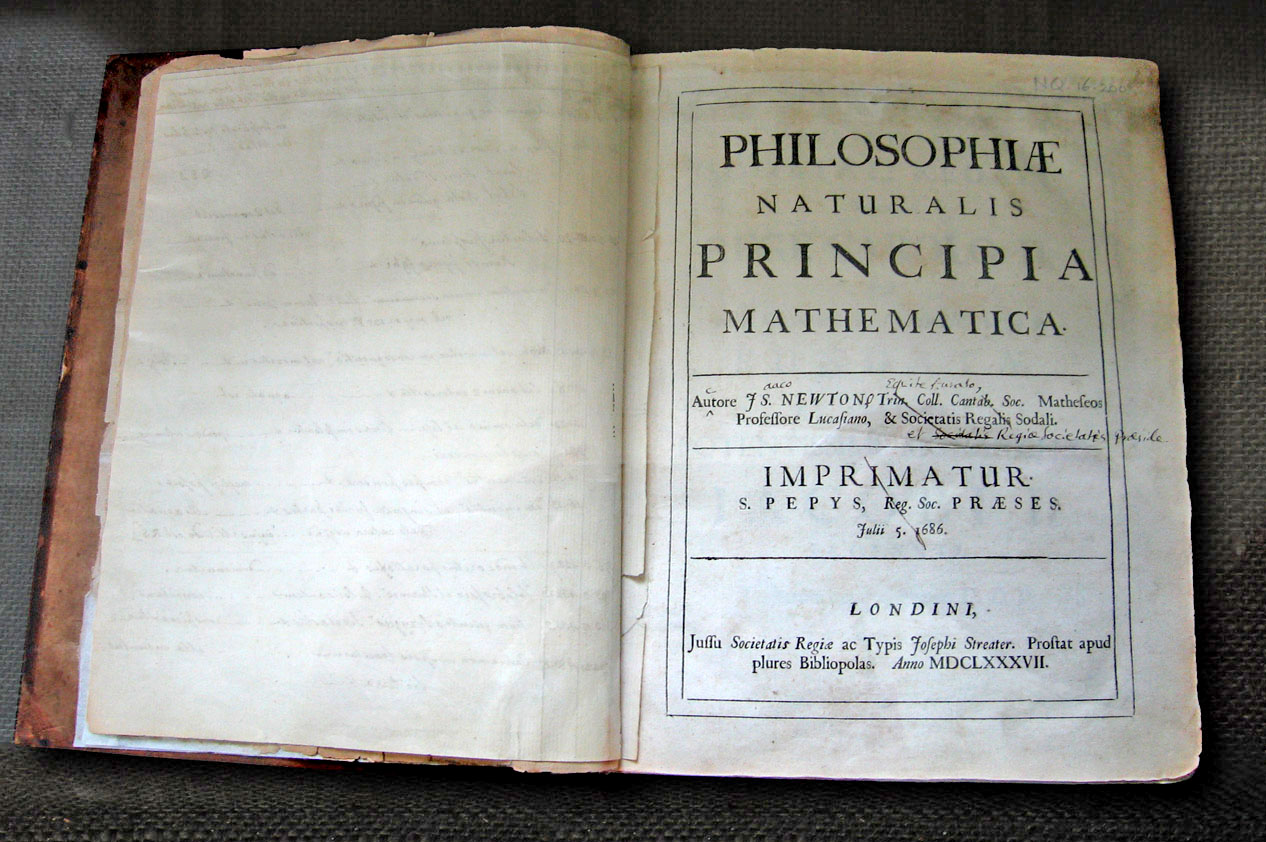
Newton: Principia Mathematica, Newton saját példánya, tollal tett benne javításokat a könyv második kiadásához.

Arisztotelész és még sok más filozófus is úgy gondolta, hogy az idő a változás mértéke, és változás nélkül értelmetlen lenne időről beszélni. Megint más filozófusok, mint például Isaac Newton úgy gondolták, hogy az idő valamilyen tartályhoz hasonlatos, amelyben az események zajlanak.
Az idő relációs elméletei azt állítják, hogy az idő nem lehet független azoktól az eseményektől, amelyek betöltik. Egy esemény azért történt abban az időben, amikor megtörtént, mert relációban áll más eseményekkel: így az, hogy az első világháború egy bizonyos időben történt, azt jelenti, hogy meghatározott viszonyban áll más eseményekkel – például később volt, mint a rózsák háborúja, de korábban mint a második világháború. Az időről való relációs gondolkodás jelentős képviselője Leibniz volt: állítása szerint nem létezhet olyan "üres" időszakasz (abszolút idő) amikor nem történik semmi, nincs „temporális vákuum”. Ezért képtelenség abszolút időről beszélni, az idő: két esemény közti távolság, ha nincsenek események, idő sincs. Newton azonban azt állította, hogy van abszolút idő, ami minden külső vonatkoztatás nélkül egyenletesen múlik, azonban csak a relatív idő az, ami érzékelhető. Szerinte a valóságos mozgást meg kell különböztetni a látszólagos mozgástól, ugyanis a valóságos mozgás abszolút, matematikailag leírható térben és időben játszódik le. A newtoni abszolút tér és idő nem azonos azzal a tér és idővel, amit az érzékszerveinkkel felfogunk (empirikus tér és idő).

### Változás nélküli idő
Az idő relációs elméletet állító filozófusok szerint a legfőbb érv az abszolút idő kizárására az, hogy ha valóban létezik is, nem bizonyítható. Ugyanis ha feltételezzük, hogy néha mégis „lefagy” az idő, senki nem venné észre, mert nem történne semmilyen változás, megdermedne a világ.
Arisztotelésztől egészen Sidney Shoemaker egy 1969-ben megjelent cikkéig (Time Without Change)
 elfogadott nézőpont volt, hogy változás nélkül értelmetlen időről beszélni. Shoemaker érve azonban bebizonyította, hogy nem lehetetlen egy „változás nélküli” időt elképzelni. Az érv a következő: képzeljünk el egy olyan lehetséges világot, amely három jól elkülönült részre oszlik: A, B és C régió. Ennek az elképzelt világnak az a jellegzetessége, hogy az A régióban minden harmadik évben, a B régióban minden negyedik évben, a C régióban pedig minden ötödik évben "helyi lefagyás" következik be: minden folyamat - mozgás, növekedés, lebomlás stb. - teljesen megmerevedik és szünetel egy év időtartamra. Az adott régió vagy régiók lefagyását az éppen nem-lefagyó régió vagy régiók lakói képesek megfigyelni. A lefagyott év elteltével az adott régió lakói pontosan ugyanabból a helyzetből folytatják életüket (pl. a lefagyás előtti utolsó pillanatokban csapolt sör teteje az egy év elteltével még mindig habos!); a saját régiójukban számukra nem történt semmiféle észlelhető változás. (De ha az adott régió lakója éppen egy másik, nem-lefagyó régiót figyelt meg a saját lefagyása előtti utolsó pillanatokban, akkor a folytatásnál egy évnyi furcsa "időugrást" észlel - a másik régióban!). Megfigyeléseiket egymással megosztva a régiók lakói kikalkulálhatják, hogy háromszor négyszer öt, azaz hatvan évenként a három régió - vagyis az egész világ - egyszerre merevedik le. Ez a "totál lefagyás" időszaka egy teljesen változás nélküli időszak lesz az egész világban - mégis mindhárom régió lakói tudni fogják, hogy eltelt egy év, pedig semelyikük számára nem történt változás egyik régióban sem.

## Azonosság
Az azonosság vagy identitás a metafizika egyik legalapvetőbb fogalma. E probléma tárgyalására a filozófiában bevezették a partikulárék (egyedi vonások) és univerzálék (általános vonások) fogalmát. A megkülönböztetés Platóntól ered, gondolatát az Állam című művében fejti ki: szerinte létezik az ideák birodalma, amely különbözik mindenféle földi dologtól, a földi dolgok pedig nem mások, mint e tökéletes létezők tökéletlen másai.

### Partikulárék és univerzáliák
A filozófiában a partikuláris dolgok a következők: anyagi dolgok (például szék), anyagi események (1. születésnapom), anyagtalan dolgok (Descartes elképzelése szerint az elme ilyen). Ezek közösen adják a konkrét partikulárékat és az absztrakt partikulárékat (például 1. szám). A partikulárék az univerzálék részei, ezt úgy kell érteni, hogy például a kutya univerzáliájának a tacskó vagy a magyar agár egy partikuláréja. Azaz mindkét partikuláré (tacskó és a magyar agár) rendelkezik egy olyan közös vonással, ami a kutya univerzáliáját adja.
Az univerzáliák azok a fogalmak, amelyekben egyaránt részesednek több létezők: például az összes fehér dolog beletartozik a fehérség univerzáliájába.
Két külön kategóriába szokás sorolni őket: minőségek (attribútumok, tulajdonságok) és relációk (relációs tulajdonságok). A minőségek olyasvalamik, amik hozzátartoznak a dolgokhoz, például egy dolog tömege hozzátartozik magához a dologhoz, függetlenül attól, hogy mi a helyzet az egyéb dolgokkal. Egy reláció azonban egy dolognál több dolog közt áll fenn. A reláció egy példája: súlyosabb mint, tehát legalább két dolog kell hozzá.
Manapság a filozófiában leginkább elfogadott megkülönböztetése a partikuláris és univerzális dolgoknak a nyelvi megkülönböztetés: a nyelvben az egyedi kifejezés partikuláris dolgot kell, hogy megnevezzen. Például „Arisztotelész” tulajdonnév a partikuláris embert nevezi meg, ahogy a „peripatetikus iskola alapítója” leírás is. A predikátum szerepe ettől különböző, értelmetlen azt mondani, hogy partikulárét nevez meg: például „Arisztotelész magas”. A magas tulajdonság sok mindenki másról is állítható. Az elképzelés az, hogy az univerzálék és a partikuláris dolgok közti különbségeket az egyedi kifejezések és a predikátumok közti nyelvi különbségek révén fogjuk fel. Partikuláris dolog az, amire egyedi kifejezéssel utalunk; univerzálé az, amire predikátummal utalunk. A predikátumok univerzáliákra utalnak és alkalmazhatók partikulárékra.

### Realista és nominalista álláspontok az univerzálékról
A nominalista filozófusok szerint az univerzáliák nem létező dolgok, ellentétben a partikuláris dolgokkal. A nominalisták azonban nem tagadják azt a tényt, hogy vannak azonos típusú dolgok (típusazonosság): például egyszerre több dolog lehet magas, piros, stb. A típusazonosságot háromféle módon magyarázzák: 1.) hasonlóság (azt mondja ki, hogy például minden kék dolgot az tesz hasonlóvá, hogy hasonlítanak egy kék dolog megfelelő példányára), 2.) osztályhoz tartozás (a kék dolgokat az teszi hasonlóvá, hogy a kék dolgok osztályába, halmazába tartoznak) és 3.) az elme által történő osztályozás (a kék dolgokat az teszi kékké, hogy az elme kékként osztályozza be). Ezt az utóbbi magyarázatot nevezik konceptualizmusnak is.
A realista álláspontot képviselő gondolkodók azt állították, hogy az univerzálék ugyanúgy léteznek, mint a partikuláris dolgok. A kék dolgokat az teszi kékké, hogy mindegyiknek van egy közös tulajdonsága: a kékség. Az első ismert gondolkodó, aki ezt a nézetet vallotta, Platón volt: ő úgy gondolta, hogy a partikuláris dolgok részesednek az ideákban: a jó cselekedetek a Jó ideájában, a bölcs emberek a Bölcsesség ideájában, stb.

## Test és lélek
A filozófiában soha nem volt egyetértés a filozófusok között a test és lélek problémáját illetően. Míg egyesek úgy vélték, hogy az anyagi világ illuzórikus (idealizmus), addig volt, aki úgy gondolta, hogy a szellemi világ nem létezik (materializmus). A csak egy szubsztanciát elfogadókat, függetlenül attól, hogy a szellemi vagy materiális szubsztancia létezését feltételezték, monistáknak nevezzük. Végül voltak olyanok, akik szerint az ember testből (anyagból) és lélekből (szellemből) épül fel, őket nevezzük klasszikus vagy kartéziánus dualistáknak (például Descartes). De létezik a dualizmusnak egy másik formája is, amely azt állítja, hogy csak egy típusú szubsztancia létezik, a materiális szubsztancia (például Leibniz).

### Klasszikus dualizmus
A dualizmusnak két fajtáját különböztetjük meg.
Az egyik a klasszikus, kartéziánus dualizmus, amely szerint két szubsztancia létezik: az anyagi és a szellemi. Amíg a materiális (anyagi) dolgok jellemzője az, hogy térben és időben léteznek, addig a lelki szubsztanciáknak (létezőknek) nincs tér- és időbeli kiterjedésük. A lelki szubsztanciák továbbá nem magyarázhatóak a fizika törvényeinek a segítségével, és csak rájuk jellemző a gondolkodás képessége. A klasszikus dualista álláspont fő képviselője, René Descartes szerint az ember egy gondolkodó részből (res cogitas) és egy kiterjedt részből (res extensa), testből áll. Tőle származik az ismert felfoghatósági érv:
Azután figyelmesen megvizsgáltam, mi vagyok én. Láttam, hogy el tudom képzelni: nincs testem, nincs világ és nincs tér, amelyben vagyok. De azért azt nem tudom elképzelni, hogy magam nem vagyok; ellenkezőleg, éppen abból, hogy azt gondolom, hogy más dolgok igazságában kételkedem, egészen világosan és bizonyosan az következik, hogy én vagyok. Ellenben mihelyt csak megszűntem volna gondolkodni, nem volna semmi alapom azt hinni, hogy vagyok, még ha igaz is volna minden egyéb, amit valaha képzeltem. Ebből felismertem, hogy olyan szubsztancia vagyok, amelynek egész lényege vagy természete a gondolkodás, amelynek, hogy létezzék, nincs szüksége semmiféle helyre, s amely nem függ semmiféle anyagi dologtól. Úgyhogy ez az én, azaz a lélek, amely által az vagyok, ami vagyok, teljességgel különbözik a testtől, sőt: könnyebben is lehet megismerni, mint a testet, s még akkor is egészen az volna, ami, ha test nem léteznék.
Descartes:Elmélkedések az első filozófiáról.

#### Szellem a gépben

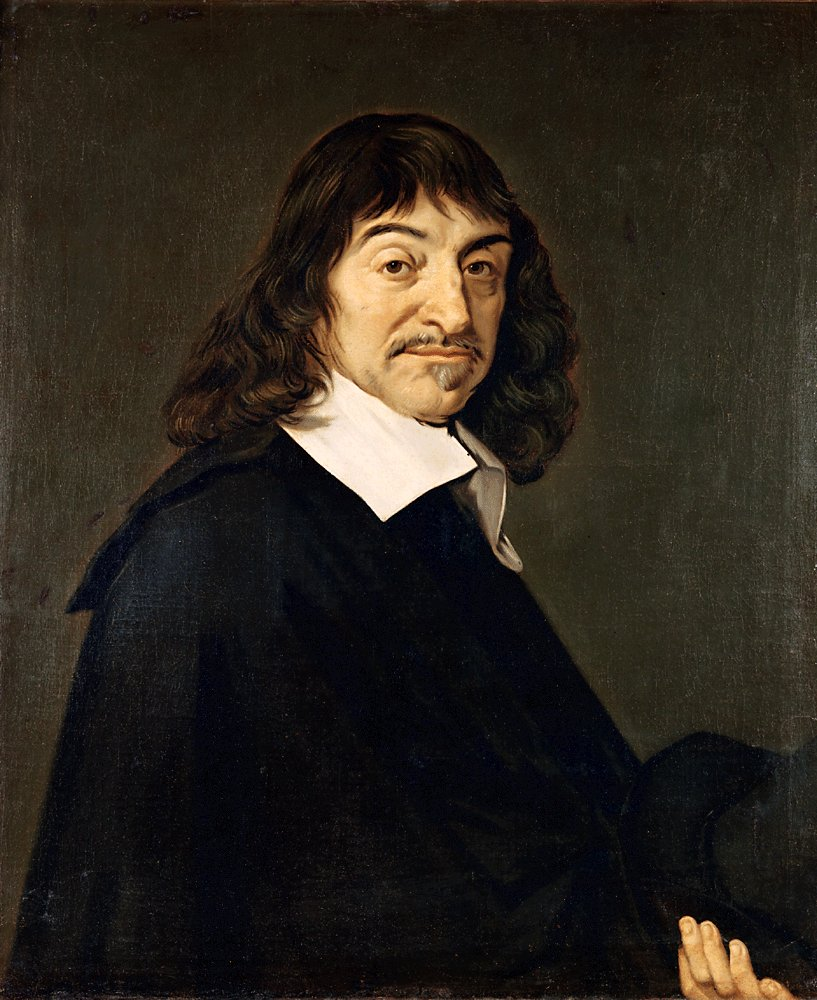
René Descartes (1596-1650)

A „szellem a gépben” elmélet megalkotójának Descartes tekinthető. Ő azt állította, hogy a lélek nem úgy lakozik az emberi testben, mint kormányos a hajójában, azaz nem mint egy szellem a gépben, hanem szorosan összefügg, össze van kapcsolva vele:
A természet persze az említett érzetek, a fájdalom, az éhség és a szomjúság által arra is tanít, hogy nem pusztán olyként vagyok jelen a testemben, mint hajós a hajójában, hanem egészen szorosan összekapcsolódtam, sőt már-már összekeveredtem vele, olyannyira, hogy már valamiféle egységet alkotunk.
Descartes: Elmélkedések az első filozófiáról (Hatodik elmélkedés)
A szellem a gépben elméletet Leibniz, aki szerint a szellemet az egyszerű szubsztanciában kell keresni, nem az összetettben, a következőképpen cáfolta:
Képzeljünk el egy gépet, amelynek szerkezete lehetővé teszi, hogy gondolkodjék, érezzen és percepciói legyenek, és képzeletben növeljük meg akkorára – arányait változatlanul hagyva –, hogy beléphessünk a gépbe, mint egy malomba. Ha mindezt feltesszük és belülről megtekintjük a gépet, csak egymást hajtó alkatrészeket fogunk látni, és semmi olyant nem látunk benne, amivel a percepciót megmagyarázhatjuk. Ezt az egyszerű szubsztanciában kell keresnünk, és nem az összetettben, a gépben.
Leibniz: Monadológia
Leibniz érve a következő: ha egy gondolkodó gépet részeire bontunk és alaposan megvizsgáljuk szerkezetileg, felépítésileg nem fogunk mást megtudni, mint azt, amit fizikai működéséről megtudhatunk. De sohasem leszünk képesek a gondolkodás és érzékelés tényét fizikai vizsgálattal megismerni, magyarázni. A levonható következmény az, hogy egy személy biofizikai állapotának az ismerete nem ad ismeretet annak tudatos állapotairól.

### Materialista elméletek
A dualizmus másik formája csak egytípusú szubsztanciát fogad el létezőnek, mégpedig csak a materiális szubsztanciát. Képviselői úgy gondolták, hogy a mentális állapotok nem redukálhatóak fizikai állapotokra, azonban nem elképzelhetetlen, hogy léteznek a fizikaitól független mentális entitások.
A materialisták véleménye az, hogy Leibniz rossz helyen kereste a lelket. Szerintük ahhoz, hogy magyarázható legyen a gondolkodás, az érzékelés és az érzés, értelmetlen „belső alkotóelemeket” keresni. A lelki tulajdonságok biológiai organizmusok viselkedését meghatározó képességekre utalnak. Azaz úgy állapítjuk meg valakiről, hogy például fájdalmat érez, hogy megfigyeljük hogyan viselkedik, amikor bizonyos behatások érik, például amikor leforrázza magát. Valaki nyelvtudásáról pedig úgy szerzünk tudomást, hogy megkérdezünk tőle valamit az illető nyelven, amaz pedig releváns választ ad kérdésünkre a kiválasztott nyelven. A materialisták szerint a lelki jelenségek valójában nem mások, mint olyan képességek összessége, amelyek meghatározzák, hogy bizonyos fizikai és társadalmi környezetben hogyan viselkedik valaki. 
Ugyancsak a materializmus képviselői a testlélek elméletet vallók is. Szerintük a lelki állapotok azonosak a fizikai állapotokkal. A legismertebb példájuk a fájdalom érzése: a fájdalmat, egy adott környezeti hatást, az idegrendszer közvetíti, majd feltételezzük, hogy egy C típusú neuron valamilyen állapotba kerül. Az ingerület eljut az agyba, ahonnan az ingerületek eljutnak az izmokhoz, amelyek megmozdulása kiváltják a kívánt viselkedést.
A redukcionalizmus és tulajdonság-dualizmus szerint a materializmus csak úgy értelmezhető, ha a lelki tulajdonságokat bizonyos fizikai tulajdonságokkal azonosítjuk. Kell, hogy létezzen valamilyen különbség fizikai szinten ahhoz, hogy valamilyen különbség létezhessék a mentális szinten. Tehát elfogadják, hogy léteznek lelki tulajdonságok, de azok a fizikai tulajdonságokra épülnek.

## Szükségszerűség és lehetőség
Kevés ember kételkedik abban, hogy lehetséges az, hogy bizonyos dolgok nem úgy, nem akkor, vagy meg se történjenek. Az emberek többféle kijelentést tesznek azzal kapcsolatban, hogy milyen dolgok lehetnének, vagy milyen tulajdonságai lehetnének, vagy mi történhetne velük. A filozófiában az ilyen típusú kifejezéseket modális kifejezéseknek szokás nevezni. A modalitás egy másik esete a lehetőség mellett a szükségszerűség, vagyis hogy bizonyos dolgok csak egyféleképpen történhetnek, például olyan kijelentések, hogy szükségszerű, hogy 1+1=2. A lehetséges dolgokat nyelvtanilag a „lehetséges” kifejezéssel vezetjük be, a szükségszerűséget a „kell” segédigével fejezzük ki.
A szükségszerűség és a lehetőség fogalma kapcsolatban állnak egymással: ha lehetséges, hogy jövőre hidegebb lesz a tél, az még nem biztos, hogy úgy is lesz. Hasonlóképp, ami szükségszerű, annak a tagadása nem lehetséges: ha szükségszerű, hogy 1+1=2, akkor nem lehetséges, hogy 1+1≠2. Ezek az összefüggések már az ókorban is (Arisztotelész dolgozta ki az első modális logikai rendszert) azt a benyomást keltették, hogy a modális kifejezések közti kapcsolatok könnyen formalizálhatók.
A modális kifejezésekkel bevezetett mondatok (lehetséges, hogy..., szükségszerű, hogy...) kapcsán felmerül az a kérdés, hogy milyen esetben nevezhetjük az ilyen mondatokat igaznak. Általában egy mondat igazságát úgy állapíthatjuk meg, hogy összevetjük a tényekkel. Ha a mondat tartalma egy olyan eseményt ír le, amely valóban megtörtént, akkor a mondatot igaznak tekintjük. (Például a Tegnap esett az eső mondat akkor igaz, ha tegnap valóban esett az eső.) A modális mondatok igazságának eldöntéséhez azonban nem hivatkozhatunk valós tényekre, mivel ezek a mondatok nem valós eseményekről számolnak be, hanem olyanokról, amelyek lehetőség szerint megtörténhetnek. Vagyis nem tekinthetünk egy modális mondatot csak azért hamisnak, mert az általa leírt esemény a valóságban nem történik meg.
E probléma megoldására egy olyan fogalmat hívtak segítségül, amely kellően kibővíti azt a dimenziót, melyben a modális mondatok igazságát megalapozó tények után kutathatunk. Ez pedig a lehetséges világ fogalma. (Ezt a fogalmat először Leibniz használta, de a 20. század során fogalmazták meg korrekt módon és használták fel a modális szemantika megalkotásában.) A lehetséges világok a valóságos világ többé-kevésbé pontos másolatai, amelyek bizonyos tekintetben különböznek tőle. Ezek a világok maximálisak abban az értelemben, hogy minden mondat, amely a valóságos világról kimondható, kimondható e világok vonatkozásában is azzal a különbséggel, hogy bizonyos mondatok, melyek a valóságban igazak, nem igazak bizonyos lehetséges világokban, illetve hogy bizonyos mondatok, melyek a valóságban hamisak, igazak bizonyos lehetséges világokban. Ennek megfelelően egy „Lehetséges, hogy” kezdetű mondat akkor igaz (a valóságban), ha a „hogy” után álló mondat igaz egy lehetséges világban. Nem szükséges, hogy ez utóbbi mondat a valóságban is igaz legyen. (Például az a mondat, hogy „A Marson van élet”, - tegyük fel - a valóságban nem igaz, de igaz egy lehetséges világban, ebből pedig az következik, hogy a „Lehetséges, hogy a Marson van élet” mondat igaz).
Jelenleg is filozófiai vita tárgya az, hogyan kell értelmeznünk a lehetséges világokat: mint valóságosan létező, fizikai realitással rendelkező világokat, vagy pusztán mint a modális állítások megalapozása érdekében bevezetett szemantikai segédeszközöket? Mindez azonban nem változtat a lehetséges világok funkcióján: egy modális mondat igazsága attól függ, hogy mit tekintünk értelmes lehetőségnek, vagyis attól, hogy milyen lehetséges világokat tekintünk érvényesnek. Ha egy általunk érvényesnek tekintett lehetséges világ tartalmaz olyan tényeket, amelyek kielégítik azokat a feltételeket, melyek mellett egy adott mondat igaz, akkor ez utóbbi mondatra vonatkozó modális mondat is igaz. Ha nem létezik ilyen világ, akkor a modális mondat hamis.

## Természeti törvények

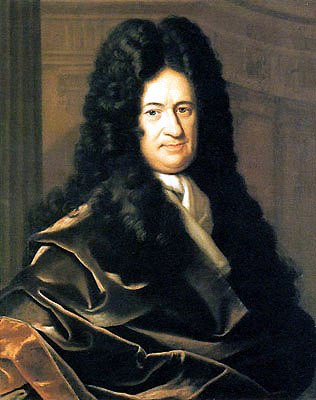
Gottfried Wilhelm von Leibniz (1646-1716)

A természettel kapcsolatos metafizikai kérdés arra vonatkozik, hogy miképp értelmezhető és honnan ered a természetben meglévő rend. A klasszikus metafizikai megközelítések szerint a természetben fellelhető rend a világban tapasztalható események célszerű elrendezésében mutatkozik meg, a világ teleologikus (célirányos) szerkezetében. A világban néha történnek olyan dolgok is, amelyek nem illeszthetők be a természet rendjébe (például kétfejű bárány születik). Ezért, hogy megértsük a dolgokat, meg kell állapítanunk milyen szerepet töltenek be az univerzum célszerű egészében. Eszerint a természeti jelenségek magyarázata rendet, a rend pedig célszerűséget feltételez. E magyarázatot kérdőjelezik meg a modern természettudományok, elsősorban az újkori mechanika. Az újkori fizika fejlődésének köszönhetően manapság már úgy is mondható: a világban tapasztalható rendet a célszerűség helyett a kauzális (oksági) kapcsolatok magyarázzák. Az okság problémája már Arisztotelésznél megjelent: az okok négy típusát különböztette meg: az anyagi, a formai, a ható és a célirányos okot.
Leibniz fizikoteológiai érve szerint Istennek megvan a hatalma, hogy a fizika törvényei felől döntsön, választása azonban nem volt önkényes:
„Legmagasabb belsőségénél fogva Isten a mozgás legalkalmasabb törvényeit választotta, amelyek a legjobban illenek az elvont vagy metafizikai okokhoz... A célokhoz kell folyamodnunk, és ezek a törvények nem a szükségszerűségtől függenek, mint a logika, aritmetika és geometria igazságai, hanem az alkalmasság elvétől, vagyis a bölcsesség választásától.”

### Hume, törvények és véletlenek
Egészen Hume 1748-ban megjelent „Tanulmány az emberi értelemről” című írásának megjelenéséig, melyben rámutat az ok-okozat reláció problémáira, a filozófusok úgy gondolták, hogy egy dolog azért okoz egy másikat, mert az ok rendelkezik egy olyan erővel, amely szükségszerűen létrehozza az okozatot. Sőt, erről a szükségszerű kapcsolatról a priori tudással rendelkezünk. Hume ennek az ellenkezőjét állította (lásd az I. Okság rész), szerinte az oksági törvény: „Amikor A, akkor B” alakú állítás. Azonban léteznek ilyen alakú állítások, amelyek nem fejeznek ki törvényeket: például minden alkalommal, amikor kimegyek megnézni egy Arsenal meccset, az eredmény 0:0. Ez egy „Amikor A, akkor B” állítás. És mivel többet nem megyek ki Arsenal-meccsre, a jövőben is igaz marad, bár nyilvánvalóan ebben az esetben nem oksági törvényről van szó. Bár ez idő alatt tényleg nem rúgtak gólt, mégsem az én jelenlétem akadályozta meg a játékosokat a gólrúgásban.
A fenti példával David Papineau azt szerette volna kimutatni, hogy a hume-i okság felfogás egyik nemkívánatos következménye, hogy a véletlenszerű általánosítások is a törvények kategóriájába esnek. E probléma megoldására a filozófiában kétféle válasz ismeretes, az egyik a hume-i, a másik a nem hume-i elmélet. Az előbbi felfogást valló gondolkodók elfogadják azt az alapvető hume-i gondolkodást, miszerint az oksági kapcsolatok állandó kapcsolatok és nem szükségszerű kapcsolatok. A második álláspontot – a nem hume-it – képviselő gondolkodók azt állítják, hogy a törvények és a véletlenek közti különbség az, hogy a törvények szükségszerű kapcsolatokat fejeznek ki, a véletlenek pedig nem.

### Realista és antirealista megközelítések
A természeti törvényekkel kapcsolatos realista felfogás azt állítja, hogy a természet törvényei léteznének akkor is, ha nem létezne semmilyen intelligens lény, aki megismerhetné őket. Azaz a természeti törvények léte független bármilyen, tényleges vagy lehetséges alany lététől.
Az antirealista felfogás a természeti törvényekkel kapcsolatban azt állítja, hogy bizonyos értelemben a természeti törvények nem függetlenek a megismerő alanytól: a természeti törvények csak akkor léteznek, ha van, aki szavakban megfogalmazza őket. Álláspontjukat a verifikacionizmus segítségével igazolják: a természeti törvények igazságáról az igazoló eljárás segítségével döntünk. Mint minden állítást, a természeti törvényeket kifejező állításokat is az teszi értelmessé, ha tudjuk, hogy igazságuk hogyan dönthető el.

## Szabad akarat
A metafizika egyik alapvető kérdése, hogy honnan származik a természet eseményeiben megfigyelhető rend. A világ azonban nemcsak jelenségekből, hanem emberi cselekvésekből is áll. Nemcsak az fontos kérdés, hogy miért történt meg valami, hanem az is, hogy egy személy miért tette ezt, vagy azt, mi volt az indoka. A szabad akarat problémája megfogalmazható a szabad döntés, vagy szabad elhatározás problémájaként is. A filozófiának azon ága, amely azzal foglalkozik, hogy miként magyarázható az események, a cselekedetek és az indokok viszonya, a cselekvéselmélet nevet kapta.
Hogy a szabad akarattal kapcsolatos metafizikai kérdés érthető legyen, két problémát kell tisztázni: mit is jelent „indok alapján cselekedni?” és a „hogyan magyarázzuk az indokok létrejöttét?” Indok alapján cselekedni: egy cselekedet indok alapján történik, ha megfontolás és tudatos választás előzi meg. Akkor mondhatjuk egy döntésről, hogy tudatos volt, ha úgy érezzük, hogy képesek lettünk volna arra – azaz lehetőségünk volt rá –, hogy másképp cselekedjünk. Azt a képességet, amely a döntéseket és a cselekedeteket jellemzi, hívjuk „akaratnak”. Az akarat az a képesség, amely a megfontolás és a cselekvések között közvetít. A szabad akarat metafizikai problémája abban áll, hogy miként egyeztethető össze ez a képesség az események kauzális (oksági), vagyis természeti törvények által meghatározott rendjével. Gilbert Ryle modern metafizikus szerint értelmetlen az akarat fogalmáról beszélni. Szerinte azért értelmetlen törekvés ez, mivel minden akaratnak megvan a maga oka, nevezetesen az, hogy akarjak akarni. Ez pedig egy további akarat, és így tovább a végtelenségig. Tehát végtelenül sok akaratra lenne szükség egy esemény végrehajtásához, és az akarat mint közvetítő az elhatározás és a cselekvés közt olyan elmeszülemény, amelyre semmi szükség.
A szabad akarat nem jelenti azt, hogy bármit megtehetünk, amihez kedvünk van: például senki sem dönthet úgy, hogy felugrik a Holdra, majd vissza. Hanem azt jelenti, hogy egy személynek megvan rá a lehetősége; azaz egy adott helyzetben szabadon választhat két vagy több különböző alternatíva közül. A cselekvés szabadsága nem azonos az akarat szabadságával. Képzeljünk el egy bankrablót, aki pisztolyt szegez a pénztáros fejéhez: a pénztáros választhat az élete vagy a pénz között. Ilyen esetben nem mondhatjuk, hogy a pénztáros szabad akaratából adta oda a pénzt (bár volt választási lehetősége).

### Fatalizmus
A fatalizmus az a metafizikai elképzelés, amely szerint logikai képtelenség, hogy valaki döntése és cselekedete segítségével igazzá tehessen egy propozíciót. A fatalista érv a következő:
[P1] Egy adott tényre vonatkozó propozíció igaz vagy hamis.
[P2] Ha egy propozíció már igaz, akkor senki sem teheti hamissá.
[P3] Ha egy tényre vonatkozó propozíció igaz, akkor mindig igaz; ha hamis, akkor mindig hamis.
[K]: Döntésével senki sem befolyásolhatja, hogy egy propozíció igaz vagy hamis lesz-e, vagy sem.
A fatalisták szerint a szabad akarat logikai képtelenség. Döntéseinktől függetlenül mindig bekövetkezik, aminek be kell következnie, így egy bűncselekmény sem kérhető számon annak elkövetőjétől.

### Determinizmus
A determinizmus szerint minden tény és esemény kauzálisan szükségszerű abban az értelemben, hogy nem lehetséges olyan tény vagy esemény, amelyet bizonyos feltételek ne tennének szükségszerűvé. Ha valakinek megadathatna, hogy ismerje a világ teljes állapotát egy adott pillanatban, akkor a természeti törvények segítségével képes lenne meghatározni a világ állapotát minden megelőző és későbbi időpontban is. Döntés csak egyféleképp lehetséges: úgy, ahogyan a genetika törvényei és a környezeti hatások meghatározzák. A döntés folyamata nem, de az akarat szabadsága illúzió.

## A metafizika kritikája
A metafizika ellen az empirizmus, a nyelvfilozófia és a léttörténet lépett fel. Empirista képviselők közül elsősorban Comte és Mill műveit érdemes megemlíteni. Alaptételük a következőképp hangzik: csak empirikus kijelentések léteznek. E felfogás szerint a metafizika lehetetlennek bizonyul. A nyelvfilozófiai ellenvetések közül Ludwig Wittgenstein nézete a jellemző, melyet a Logikai-Filozófiai értekezésben fejt ki. Wittgenstein az értelemmel bíró kijelentéseket két csoportba sorolja: elemi kijelentések és logikai kijelentések csoportjába. Az elemi kijelentések a világról tett kijelentések, a logikai kijelentések tautológiák. A metafizikai kijelentések azon alapulnak, hogy bennük olyan jelek (általában szavak) fordulnak elő, melyek jelentése nincs megadva, és amelyeknek nem is lehet jelentést adni. A neopozitivizmus képviselői – köztük a legszélsőségesebben metafizikaellenes Rudolf Carnap – szerint a metafizikai problémák és velük együtt a metafizika is kiküszöbölhető a nyelv logikai elemzésén keresztül. Carnap szerint az olyan szavaknak, amelyek nem jelölnek konkrét fogalmat, nincs is jelentésük. Ha mégis úgy néz ki, hogy egyik-másik jelöl valamit, akkor az „látszatfogalmat” jelöl. A metafizikai szavaknak nincs jelentésük, mert nem takarnak empirikusan (tapasztalhatóan) is bizonyítható létezőt. A nem tapasztalati dolgokkal foglalkozó „látszattudományok” valójában nem is tudományok. Karl Popper szerint a társadalomtudományok elmaradtak a természettudományok mögött, azonban mindez a metafizika kiküszöbölésével megszüntethető, határvonalat kell húzni a társadalomtudományok és a metafizika közé. Ez az elhatárolódás az empirikus tételek falszifikációjával lehetséges. Egy elmélet annál szilárdabb, minél inkább kritizálható és falszifikálható. Biztos tudásunk nem lehet semmiről – írta Popper – csupán sejtéseink lehetnek, ezért minden elmélet hipotézis, azonban a nyelvfilozófia képes a hipotéziseket „kimúlni” hagyni.
A metafizika léttörténet alapján való elutasítását Nietzsche alapozta meg, majd Martin Heidegger dolgozta ki. Nietzsche kijelentése az volt, hogy a metafizika lehetséges volt az ókorban és a középkorban, az újkorban viszont nem. Állítását nem magyarázta és nem bizonyította. Heidegger átvette és továbbfejlesztette Nietzsche metafizika elutasítását, ő konkrétan a „metafizika kezdetével, kibontakozásával és végével összekapcsolt folyamatról” beszélt.